# Andreas Mitterfellner
Andreas Mitterfellner (* 17. Juni 1981 in Judenburg) ist ein österreichischer Judoka. Er trägt den 2. Dan.

## Biografie
Andreas Mitterfellner begann seine sportliche Karriere beim ASKÖ Pöls und konnte im Nachwuchs einige Staatsmeistertitel erringen. Nach der Matura wurde er Zeitsoldat beim Heeressportzentrum. 1999 gewann er seinen ersten von acht Österreichischen Meistertiteln und belegte bei den Junioreneuropameisterschaften den dritten Platz. Im Jahr 2006 gewann er zum zweiten Mal bei den Militärweltmeisterschaften.
Seine größten Erfolge feierte er jedoch mit Rang drei bei den Europameisterschaften 2006 in Tampere sowie Rang drei bei den Europameisterschaften 2010 in Wien.
Er sammelte 52 Punkte im EJU Olympia Quoten Ranking und qualifizierte sich mit Rang 21 in seiner Gewichtsklasse nicht für die Olympische Sommerspiele 2008.
2011 beendete er seine internationale Karriere nach der EM in Istanbul.

## Mannschaftsmeisterschaft
Zusammen mit dem JU Pinzgau gewann er 2004 die Österreichische Judo-Bundesliga.

## Privates
2009 begann er eine Ausbildung zum Masseur und in weiterer Folge absolvierte er die Ausbildung zum Physiotherapeuten. Seit 2013 ist Andreas Mitterfellner selbständig als Personal-Coach und Physiotherapeut in Salzburg tätig.

## Erfolge (Auswahl)
- 1. Rang Slowenien Open -66 kg 2009
- 1. Rang Militärweltmeisterschaften -66 kg 2006
- 1. Rang Militärweltmeisterschaften -66 kg 2002
- 2. Rang Weltcupturnier Abu Dhabi - 66 kg 2009
- 2. Rang Weltcupturnier Brasilien Belo Horizonte -66 kg 2009
- 2. Rang Weltcupturnier Rotterdam -66 kg 2008
- 2. Rang Jigoro Kano Cup -66 kg 2007
- 2. Rang Militärweltmeisterschaften -66 kg 2004
- 2. Rang Militärweltmeisterschaften -66 kg 2000
- 3. Rang Europameisterschaften -66 kg 2010[5]
- 3. Rang Europameisterschaften -66 kg 2006[4]
- 3. Rang Militärweltmeisterschaften -66 kg 2005
- 3. Rang Weltcupturnier Budapest -66 kg 2003
- 3. Rang Weltcupturnier Rotterdam -66 kg 2002
- 3. Rang Weltcupturnier München -66 kg 2001
- 3. Rang Junioreneuropameisterschaften -66 kg 1999

- 5. Rang Juniorenweltmeisterschaften -66 kg 2000
- 5. Rang Weltcupturnier Wien -66 kg 2010
- 7. Rang Weltmeisterschaften Rio de Janeiro -66 kg 2007

- 8-facher österreichischer Meister -66 kg